# Madraça Kukeldash (Tasquente)
A Madraça Kukeldash (em usbeque: Koʻkaldosh madrasasi) é uma madraça (escola islâmica) em Tasquente, a capital do Usbequistão. Construída na segunda metade do século XVI, é um dos poucos monumentos pré-modernos de Tasquente que resistiu ao sismo de 1966 que arrasou a cidade. Antes do sismo estava rodeada por uma densa malha urbana, mas atualmente situa-se num terreno elevado que é limitado a sul e a oeste pelo cruzamento de três grandes avenidas, a norte pelo mercado e bairro comercial de Chorsu e a leste pela moderna Mesquita Juma.

## História e arquitetura
Foi construída durante o período xaibânida e deve o seu nome a Qul Baba Kukeldash, vizir do cã Abedalá Cã II. Kukeldash era particularmente próximo do cã, pois a sua mãe foi ama de leite de Abedalá, o que está na origem do nome Kukeldash, que significa "irmão de leite". Era também confidente de Baraque Cã, o governador de Tasquente.
A madraça segue a generalidade dos padrões das madraças da Ásia Central, nomeadamente os das madraças de Ulugue Begue de Bucara e de Samarcanda. A fachada apresenta muitas semelhanças estilísticas com a Madraça Kutlug Murad Inak de Quiva, construída no século XIX. Ambas as madraças têm planta retangular, dois andares, um amplo pátio central rodeado de salas de aula e de leitura e de hujras (celas-dormitório de estudantes) e comunicam com o exterior através de grandes ivãs (portais monumentais) flanqueados por dois níveis de ivãs em miniatura com arcos apontados. Como é usual nas madraças centro-asiáticas, em cada um dos cantos do edifício há uma guldasta (torres semelhantes a minaretes). O tratamento decorativo das paredes é feito por tijolos com vidrado colorido.
Durante o período soviético, a madraça foi desativada como escola islâmica e foi transformada num museu dedicado ao ateísmo. A seguir à independência, no início da década de 1990, foi um museu de música folclórica durante um breve período, após o que voltou a funcionar como madraça.